# Боровско съкровище
Боровското съкровище е тракийско съкровище от IV век пр.н.е.
Състои се от 5 сребърни съда с позлата – 3 ритона, каничка ритон и разлата купа. Върху съдовете са открити надписи, свързани с тракийския одриски цар Котис I (383 – 359 г. пр.н.е.) Съкровището принадлежи към т.нар. „одриски царски подаръци“, дар е от Котис І на анонимен гетски владетел. Част от съдовете са изработени като единен сервиз – някои от тях (ритонът с протоме на сфинкс, големият съд и самата каничка ритон) са изобразени върху фигуралната композиция на каничката. Предметите са украсени с образи на животни и митологични сцени и имат изключителната стойност за изследването на тракийската вяра и обредност.

## Откриване
Открито е случайно от Трайчо Стоев през 1974 г. в землището на село (днес град) Борово, Русенско, в местността „Сиври тепе“, на т. нар. Беленски хълм. При оран тракторите изваждат на повърхността древните предмети, нанасяйки им повреди, но по-късно реставраторите ги възстановяват.
При разкопаване на могилите в околността са разкрити правоъгълни по план гробни съоръжения, като Беленският хълм се оказва център на гетски могилен некропол. Подът и стените на гробниците са измазани с черна, червена и бяла боя, свързвани с цветовете на смъртта и новото раждане, при смесването на които се получава цветът орфнинус, свързван с името на Орфей.
Тези обстоятелствата водят до предположение, че ритоните и каничката са били поставени в голямата купа или са били покрити с нея. Символично „погребани“ по този начин, те сакрализират пространството и преповтарят на друго ниво засвидетелстваната в некропола обредност.

## Предмети
Първият ритон с образа  на бик ясно се различава от другите два. Той е с по-къс рог, с хоризонтално разположени канелюри и със значително по-бедна орнаментика. Приликата с другите ритони е в изящната изработка на протомето.
Ритонът с протоме на кон е най-богато украсен, като рогът е с вертикални канелюри, завършващи с овали, между които са поставени златни перлички. Предната част на коня е майсторски изработена и, както при бика, е декорирана със стилизирани орнаменти. Различават се надписи от долната му страна.
Третият ритон е с протоме на крилат сфинкс и доста прилича на този с протоме на кон. Интересно е, че на ушите на сфинкса има дупки, вероятно за обици. Голямата разлата купа е с подвижни дръжки, закрепени върху апликации на глави на силени. На дъното има позлатена фигура на грифон, захапал за врата сърна.

От иконографска гледна точка най-интересният съд е каничката-ритон. Тя има яйцевидна форма и издължено гърло (с надписи), вижда се и място на липсваща дръжка. Вторият отвор се намира на дъното ѝ. Украсата по каничката е много богата – три фриза обрамчват целия съд. Горният фриз изобразява празнично шествие с подчертано дионисови персонажи. Фигурите са по-малки от тези в централния фриз, което се обяснява с йерархическата перспектива.
 В долния фриз фигурите изглежда са на пиршество, ако съдим по седящите пози и ритоните и фиалите в ръцете им. Дъното е украсено с фриз от жерави. Несъмнено цялата иконография е подчинена на античната религия и митология.

## Тълкуване
Изобразените сцени по корпуса на каничката са интерпретирани от проф. Иван Венедиков и проф. Иван Маразов.
Според проф. Венедиков, горният фриз представя шестващия тиас на Дионис, който се отправя към пируващите божества, сред които професорът идентифицира фигурите на Орфей и Евридика. В долния фриз са представени самите божества, като централна роля е отредена на Дионис и богинята (вероятно неговата майка Семела или съпругата му Ариадна). Те са заобиколени от два Ероса и силени, които са участници в пиршеството.
Друга интерпретация прави професор Иван Маразов, който предполага, че сцените са свързани с мистериите на Кабирите, като интерпретира иконографски сходства с някои вази от Тиванския Кабирион. Според него, горният фриз също изобразява дионисово шествие с подчертано приповдигната разпуснатост, характерна за света на „природното“. Долният фриз представя брака между богинята и владетеля, т. нар. акт на хиерогамия. Известно е, че хиерогамията е кулминационен момент в мистериите на Кабирите. Проф. Маразов е на мнение, че Боровското съкровище е сервиз с култово предназначение и се е използвал при мистериални практики.

## Галерия
- Ритон с протоме на сфинкс
- Ритон с протоме на кон
- Тракийското съкровище от Борово
- Копия на предметите от Боровското съкровище в НИМ, София